# Schloss Aubach (Lauf)

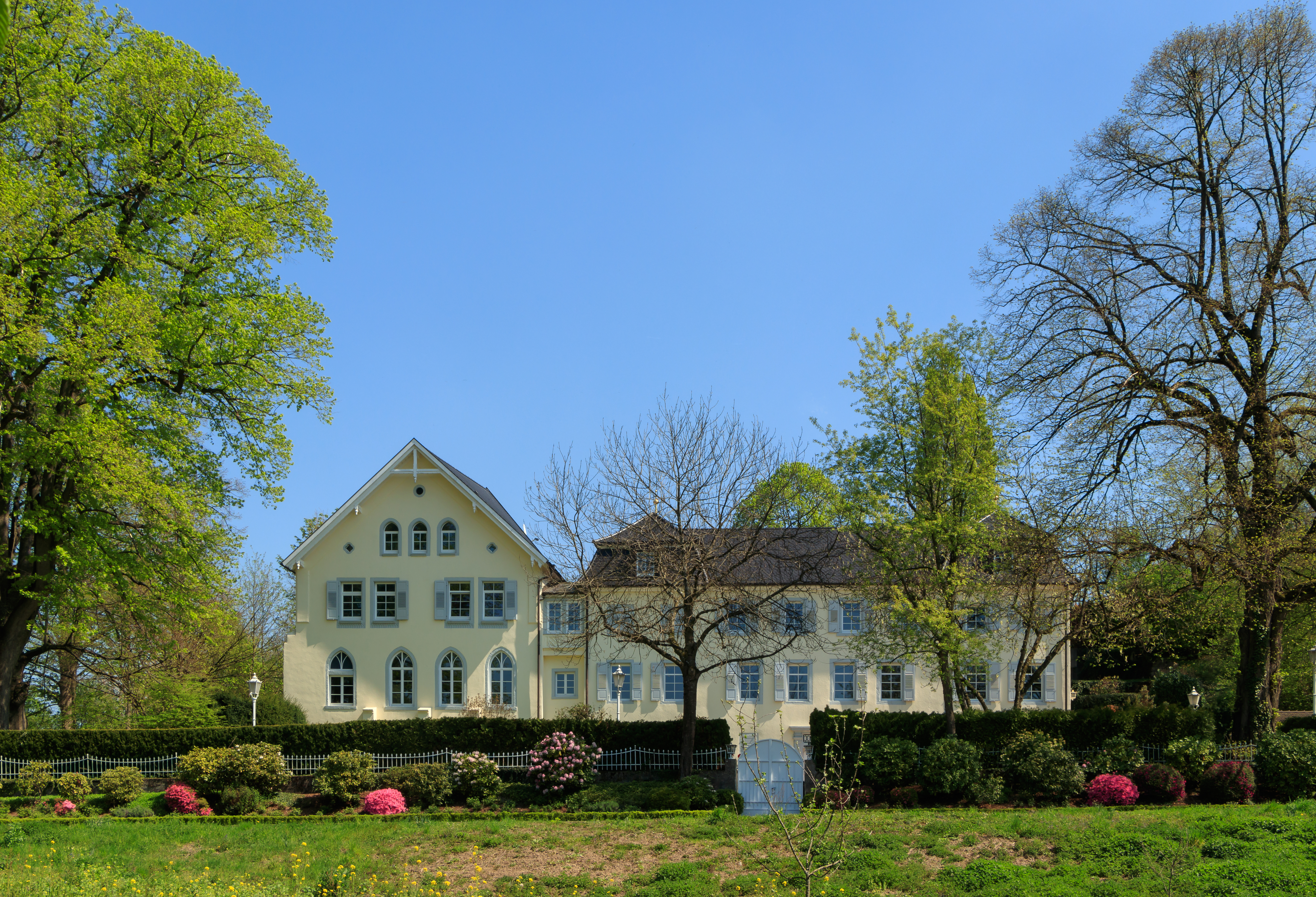
Schloss Aubach

Schloss Aubach ist ein barockes Schloss in Lauf im Ortenaukreis. Es liegt östlich der Straße Erlenbad-Lauf.
Der schlichte zweistöckige Putzbau mit Mansarddach wurde um 1720/30 errichtet. 1835/40 erhielt es einen neugotischen Anbau. 1893 wurde das zugehörige Ökonomiegebäude erneuert. 1972 wurde der neugotische Anbau abgebrochen.
Georg von Neufville (1883–1941) lebte zuletzt mit seiner Familie im Schloss.
Von 1986 bis April 2009 lebten der Fernsehmoderator Dieter Thomas Heck und seine Frau Ragnhild in dem Schloss.